# The Playhouse
The Playhouse é um curta-metragem de comédia mudo estadunidense de 1921 escrito, dirigido e estrelado por Buster Keaton. Ele dura 22 minutos e é mais famoso por uma sequência de abertura em que Keaton desempenha todos os papéis.
The Playhouse foi lançado em 6 de outubro de 1921 e distribuído pela First National Attraction.

## Trama
O filme é montado como uma série de truques humorísticos sobre o público, com duplicação constante, e em que as coisas raramente são o que parecem à primeira vista. Ele abre com Keaton participando de um show de variedades. Keaton interpreta o maestro e todos os membros da orquestra, os atores, dançarinos, ajudantes de palco, menestréis e todos os membros da platéia, homens e mulheres. Como membro da platéia, Keaton se vira para a "mulher" sentada ao lado dele e comenta: "Este Keaton parece ser o show inteiro". Isso foi uma zombaria de um dos contemporâneos de Keaton, Thomas Ince, que se creditava generosamente em suas produções cinematográficas. Em entrevistas com Kevin Brownlow, Keaton afirma que deu o crédito do diretor a Cline principalmente porque ele não queria parecer muito parecido com Ince: "Tendo brincado com coisas assim, hesitei em colocar meu próprio nome como diretor e escritor".
Essa elaborada sequência de truques fotográficos acaba sendo apenas um sonho quando Joe Roberts tira Keaton da cama. O quarto então não é um quarto, mas um cenário em um palco.
A segunda metade do filme mostra o personagem de Keaton se apaixonando por uma garota que por acaso é gêmea. Ele tem dificuldade em distinguir o gêmeo que gosta dele daquele que não gosta. Virginia Fox, sem créditos, interpreta uma das gêmeas.o macaco, que Keaton personifica, foge do palco após acidentalmente deixar o animal escapar.

## Elenco
- 'Buster' Keaton como Audiência/Orquestra/Sr. Brown - Primeiro Menestrel/Segundo Menestrel/Interlocutores/Auxiliar de palco
- Eddie Cline como treinador de orangotango (sem créditos)
- Virginia Fox como gêmea (sem créditos)
- Joe Roberts como Ator-Stage Manager (sem créditos)
- Monte Collins como veterano da Guerra Civil (sem créditos)
- Joe Murphy como um dos Zouaves (sem créditos)
- Jess Weldon como um dos Zouaves (sem créditos)
- Ford West como ajudante de palco (sem créditos)

## Produção

### Desenvolvimento
Keaton fraturou o tornozelo no filme em que trabalhou antes deste, então The Playhouse contou mais com técnicas cinematográficas e piadas visuais do que com dublês. Ele faz referência a piadas da carreira de vaudeville de Keaton com The Three Keatons e também desenha temas das performances de Annette Kellerman, que empregou 100 espelhos para criar a ilusão de que havia mais de um dela. Enquanto Keaton interpretou todos os papéis na primeira cena da peça, ele considerou interpretar todos os papéis em todo o filme. Mas ele se absteve de fazê-lo com medo de que "o público se cansasse da piada ou pensasse que ele a fez como uma demonstração de seu virtuosismo como ator". Mais tarde, ele se arrependeu de não ter atuado em todos os papéis.

### Filmagens
A representação de Keaton de nove membros de um show de menestrel exigia o uso de uma caixa fosca especial na frente da lente da câmera. Ele tinha nove tiras de metal usinadas com precisão que podiam ser movidas para cima e para baixo independentemente umas das outras. Elgin Lessley, o cinegrafista de Keaton, filmou o Keaton de extrema esquerda com o primeiro obturador aberto e os outros abaixados. Keaton sincronizou seus movimentos para a dança de cada personagem com a música de um tocador de banjo que tocava junto com um metrônomo – o que não é um problema em um filme mudo. Passaram-se décadas antes de Keaton, que idealizou isso, revelar sua técnica a outros cineastas.

## Legado
De acordo com Wild Man from Borneo: A Cultural History of the Orangutan (2014), "A comédia gira em torno da extraordinária habilidade de Keaton de imitar um macaco imitando um homem enquanto ele janta em uma mesa, fuma um charuto e depois pula, sem roteiro, em auditório, fazendo uma mulher desmaiar".